# Алекс Петков
Алекс Петков (болг. Алекс Петков, нар. 25 липня 1999, Софія) — болгарський футболіст, захисник польського клубу «Шльонськ».
Виступав, зокрема, за клуби  «Левскі» та «Арда» (Кирджалі), а також національну збірну Болгарії.

## Клубна кар'єра
Народився 25 липня 1999 року в місті Софія. Вихованець юнацьких команд футбольних клубів «Черно море» та «Гартс».
У дорослому футболі дебютував 2017 року виступами за команду «Гартс», але основним гравцем не став, тому протягом 2018 року на правах оренди захищав кольори клубу «Бервік Рейнджерс», а з 2019 по 2020 рік грав у складі команд «Клайд» та «Бріхін Сіті».
У 2020 році уклав контракт з клубом «Левскі», у складі якого провів наступний рік своєї кар'єри гравця.
Протягом 2021—2023 років захищав кольори клубу «Арда» (Кирджалі).
До складу клубу «Шльонськ» приєднався 2023 року. Станом на 22 січня 2024 року відіграв за команду з Вроцлава 19 матчів в національному чемпіонаті.

## Виступи за збірні
У 2019 році дебютував у складі юнацької збірної Болгарії (U-18), загалом на юнацькому рівні взяв участь у 3 іграх.
Протягом 2019–2020 років залучався до складу молодіжної збірної Болгарії. На молодіжному рівні зіграв у 8 офіційних матчах.
У 2022 році дебютував в офіційних матчах у складі національної збірної Болгарії.

## Особисте життя
Його батько Мілен Петков також був футболістом і грав за збірну Болгарії.